# Metro van Shijiazhuang
De metro van Shijiazhuang is een vorm van openbaar vervoer in de Chinese miljoenenstad Shijiazhuang, hoofdstad van de provincie Hebei. Drie lijnen met 60 stations, waarvan 3 met overstapmogelijkheden tussen de lijnen, op een traject van 76 km werden sinds juni 2017 in gebruik genomen. In 2024 gebruikten 198 miljoen reizigers het systeem, of gemiddeld 543.100 reizigers per dag. De piekdag tot juni 2025 is 31 december 2023, toen 2.957.800 reizigers de metro namen.

## Ligging

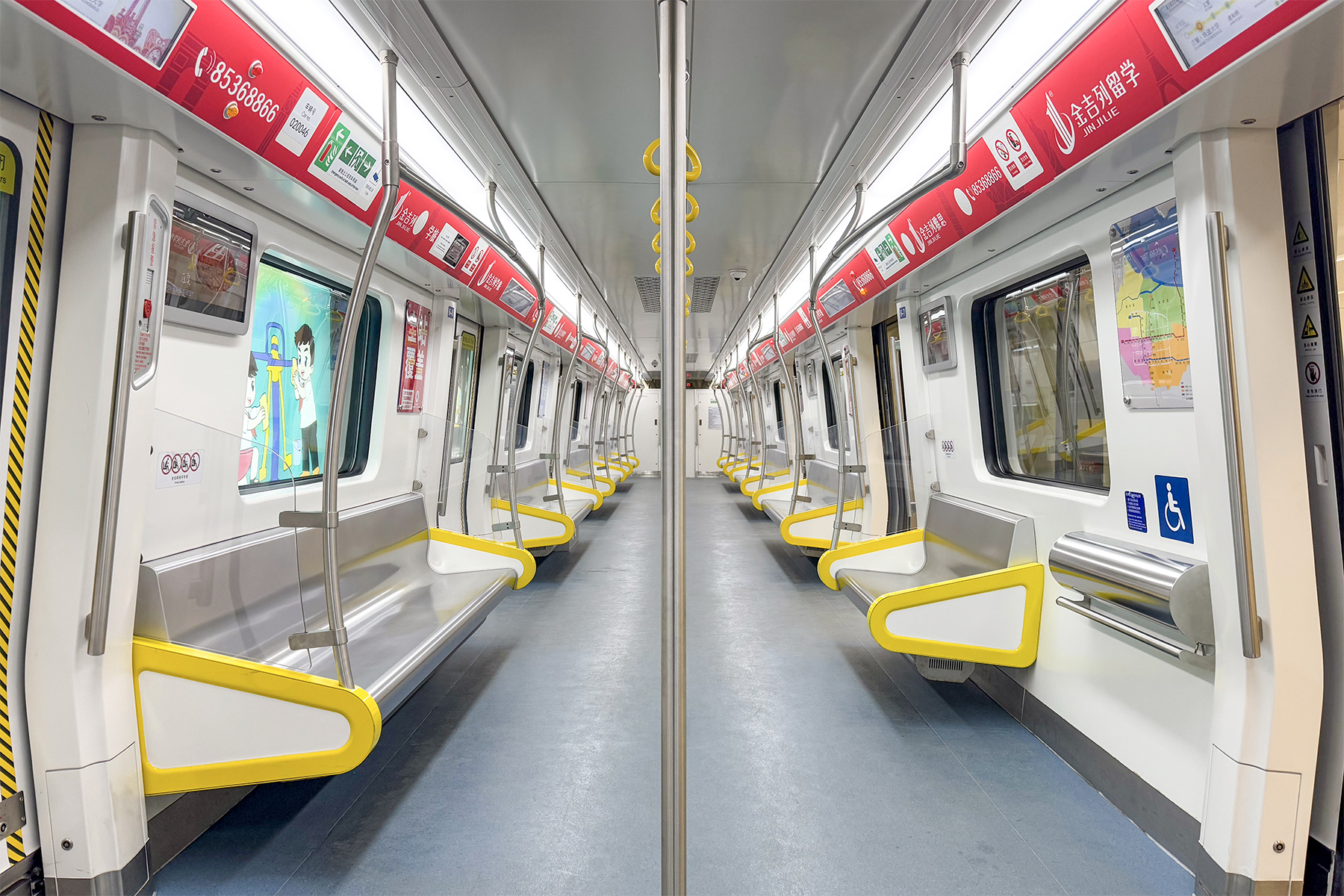

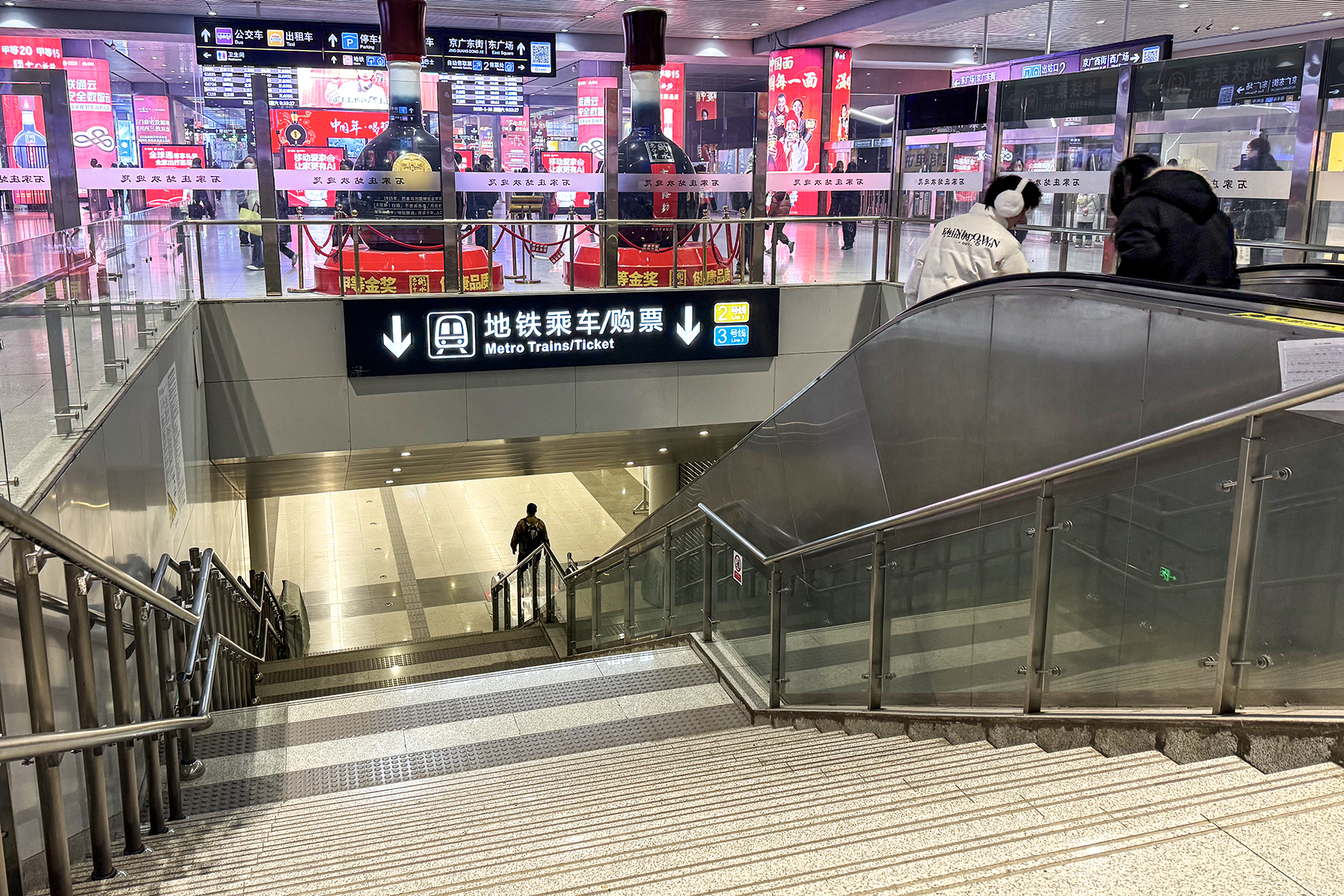

## Lijnen
| Lijn | Eindbestemmingen        | Geopend    | Lengte   | Stations |
| ---- | ----------------------- | ---------- | -------- | -------- |
| 1    | Xiwang - Fuze           | 2017, 2019 | 34,30 km | 26       |
| 2    | Liuxinzhuang - Jiahualu | 2020       | 15,50 km | 15       |
| 3    | Xisanzhuang - Lexiang   | 2017, 2021 | 26,70 km | 22       |

## Tarieven
De metro van Shijiazhuang hanteert kilometertarieven in functie van trajectlengte met minimaal 2 yuan voor elke afstand tot en met 6 kilometer, 3 yuan voor meer dan 6 kilometer en maximaal 13 kilometer, 4 yuan voor het afleggen van meer dan 13 kilometer en maximaal 20 kilometer en 5 yuan voor het afleggen van meer dan 20 kilometer en maximaal 28 kilometer. Als men meer dan 28 kilometer aflegt, wordt 1 yuan bovenop die 5 yuan in rekening gebracht voor elke extra 8 kilometer. De duurste tickets eind 2024 zijn 7 yuan. Daarnaast zijn er kortingen en vrijstellingen voor specifieke bevolkingsgroepen en leeftijdscategorieën.